# Argyrostrotis obsoleta
Argyrostrotis obsoleta là một loài bướm đêm trong họ Erebidae.